# The Somatic Defilement
| Críticas profissionais                                                      | Críticas profissionais |
| Avaliações da crítica                                                       | Avaliações da crítica  |
| Fonte                                                                       | Avaliação              |
| --------------------------------------------------------------------------- | ---------------------- |
| About.com                                                                   | link                   |
| Allmusic                                                                    | link                   |
| Metal Injection                                                             | link                   |
| Esta tabela precisa de ser acompanhada por texto em prosa. Consulte o guia. |                        |

The Somatic Defilement é o álbum de estréia da banda de deathcore americana Whitechapel. O álbum foi lançado em 31 de julho de 2007, pela Candlelight Records.

## Visão geral
The Somatic Defilement, é um álbum conceitual baseado em Jack, o Estripador, em que todas as músicas são narrativas em primeira pessoa da matança e estupro de prostitutas.
É o único álbum do Whitechapel para incluir Brandon Cagle como guitarrista. Mais tarde, ele deixou a banda, porque os ferimentos que ele recebeu de um acidente de moto o deixou incapaz de tocar seu instrumento. Ele foi substituído por Zach Householder. A faixa de introdução "Necrotizing" contém trechos de uma entrevista de Stone Phillips com Jeffrey Dahmer.

## Faixas
| N.º            | Título                           | Duração |  |
| 1.             | "1.Necrotizing"                  | 0:35    |  |
| 2.             | "2.The Somatic Defilement"       | 5:18    |  |
| 3.             | "3.Devirgination Studies"        | 3:11    |  |
| 4.             | "4.Prostatic Fluid Asphyxiation" | 3:33    |  |
| 5.             | "5.Fairy Fay"                    | 3:33    |  |
| 6.             | "6.Ear To Ear"                   | 3:30    |  |
| 7.             | "7.Alone In The Morgue"          | 2:54    |  |
| 8.             | "8.Festering Fiesta"             | 2:29    |  |
| 9.             | "9.Vicer Exciser"                | 2:53    |  |
| 10.            | "10.Articulo Mortis"             | 4:04    |  |
| Duração total: | Duração total:                   | 30:00   |  |

## Créditos
Whitechapel
- Gabe Crisp – baixo
- Kevin Lane – bateria
- Phil Bozeman – vocal
- Alex Wade – guitarra
- Ben Savage – guitarra
- Brandon Cagle – guitarra

Produção
- Produção feita por Miah Lajeunesse e Whitechapel
- Mixagem e engenharia feita por Miah Lajeunesse
- Masterização feita por Alan Douches
- A&R feita por Jamie Graham